# カール・ルエーガー
カール・ルエーガー（Karl Lueger, 1844年10月24日 - 1910年3月10日）は、オーストリア＝ハンガリー帝国の政治家でウィーン市長。姓の中の「ue」という綴りを「ü」の代用表記と誤解してリューガーと誤記されることがあるが、発音は [ˈlu̯eːɡɐ] であり [ˈlyːgɐ] ではない。「美男のカール」の愛称で呼ばれた。

## 生涯
1844年にウィーンに生まれた。父はウィーン高等工業学校監督官であった。
庶民階級出身であることの苦労と悲哀を味わいながら育ち、ウィーン大学では法律を学んだ。1880年代以降、労働者や貧しい者の味方としてユダヤ人資本家への攻撃などをおこない、大衆を煽動することを得意として中産階級の支持も得て1885年左翼的リベラリズムの政治家として帝国議会に進出した。保守主義や自由主義的リベラル派に対抗してキリスト教社会党を組織し、その党首となって、ドイツ民族派、手工業擁護派、キリスト教社会運動を一つの巨大な政治運動へまとめ上げた。オーストリア＝ハンガリー帝国に関しては、その維持を主張している。
1895年、ウィーン市長選に臨んで大衆からは圧倒的な支持をうけた。当時のルエーガーは、美男であるうえに弁舌さわやかで、身のこなしもスマートであったため、皇帝フランツ・ヨーゼフ1世とウィーンでの人気を二分していた。
ルエーガーは、ロスチャイルド家などウィーン経済を支配するユダヤ資本に対して市民の間に高まりつつあった反感を巧みに利用し、激しいユダヤ人攻撃を行い、1895年以来3度にわたって選挙に勝利を重ね、市長に選出された。その都度、皇帝フランツ・ヨーゼフの拒絶にあっていたが、4度目の市長選出にあたっては皇帝もこれを認めざるをえなくなり、1897年4月8日にウィーン市長となった。
市長となってからは反ユダヤ主義的発言は少なくなり、ルエーガーにとってそれは単なる選挙戦術だったという見方もある。現に当選後は「誰がユダヤ人かは私が決める」と言い放ち、ユダヤ人の貧困層に対しての救済措置も盛んに行った。しかし、その演説は若きアドルフ・ヒトラーに多大な感化を与えており、カール・ショースキーは彼を「ウィーンの自由主義にとどめを刺した人物」として厳しい評価を与えている。ヒトラー自身はルエーガーを、ゲオルク・フォン・シェーネラーと並んで「わが人生の師」と呼んでいる一方、のちにルエーガーの人種政策が中途半端だから帝国統一が果たせなかったのだとも述べている。
こうした半面、ウィーンのガス、水道、電気など公共施設の拡充に尽力してそれを市営化し、市街電車を設立、教育事業を拡大したり、福祉設備を建てるなどの都市整備を行い、ウィーンの大都市化と都市生活の近代化に貢献した。党が保守化して民族主義的になる一方、ルエーガー本人は民族融和主義の考えを述べたこともあり、帝国改革の考えも持っていた。
圧倒的な人気は、その死まで衰えなかった。現代のウィーンには、「カール・ルエーガー広場」、「カール・ルエーガー・リング」というルエーガーの名のついた広場や通り（道路）がある。